# حکیم (فلسفه)

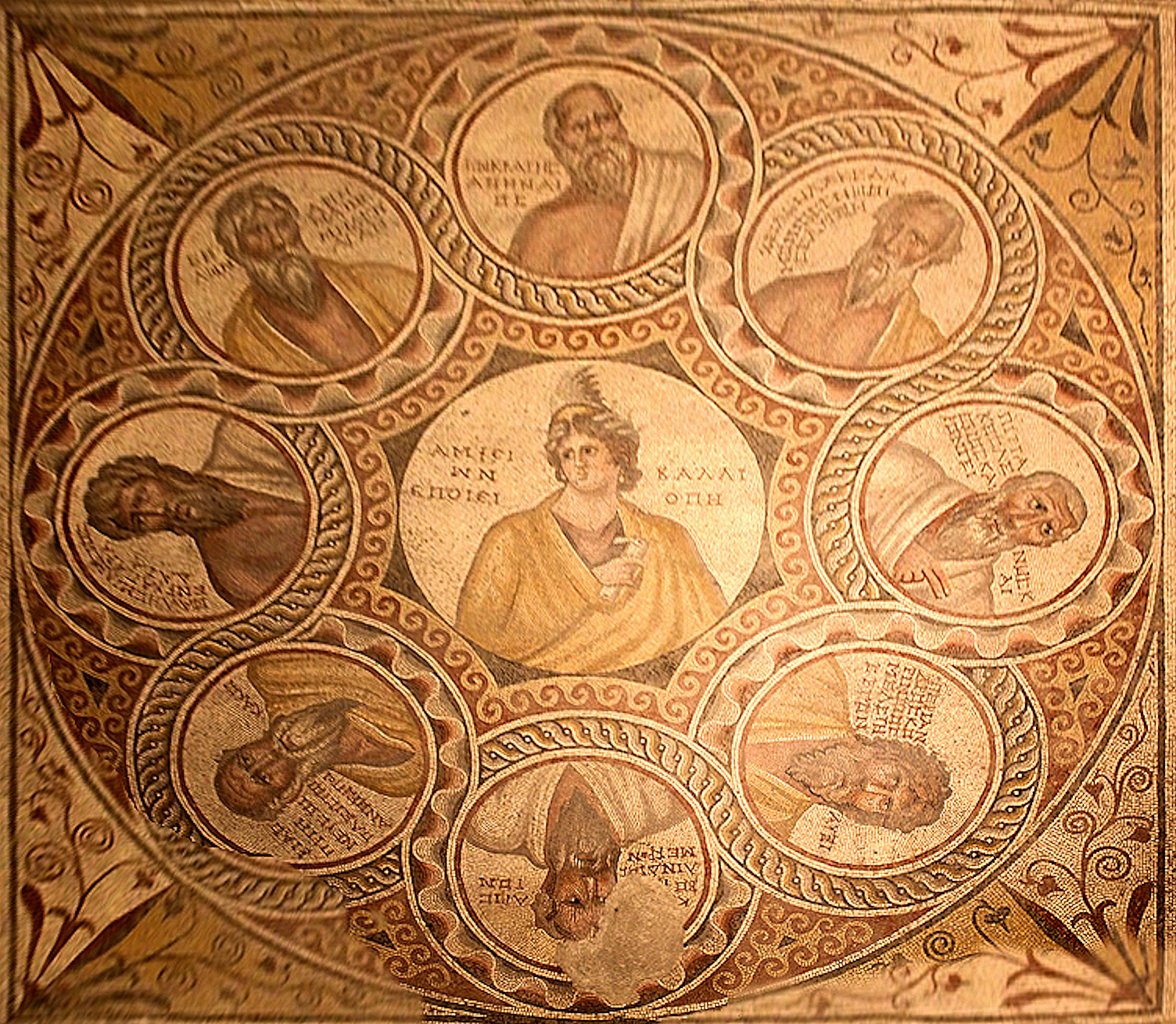

برای واژهٔ نزدیک دیگر، همه‌چیزدان را ببینید.
حکیم (فرزانه) (به انگلیسی: Sage) یعنی صاحب حکمت. این اصطلاح را به فیلسوف، دانشمند و پزشک اطلاق می‌کنند.
همچنین در مورد کسی به کار می‌برند که [در اثبات ادعای خود] دارای استدلال محکمی است به نام برهان، و آن کسی است که می‌داند که چه چیز را می‌توان شناخت و چه باید کرد.
حکمای هفتگانه در یونان عبارتند از: تالس، پیتاکوس، بیاس، سولون، کلئوبولوس، میزون و شیلون.
حکیم کسی است که جامع علم و اخلاق عالی باشد.
حکیم یعنی صاحب حکمت، علم خوب و عمل صالح، نفس عمل، معرفت حقایق اشیاء انجام فعلی که محمود باشد، اقتداء به خالق در عبادات بقدر قدرت.
این جامعیت یا مطلق است، مانند حکیم رواقی یا انسان کامل، یا نسبی است مانند کسی که با دوراندیشی اقدام به کار می‌کند، تابع شهوات نیست، به صرف داشتن آرزوهائی، تغییر روش نمی‌دهد، و به جاه و مالی که به دست آورده مغرور و دلخوش نمی‌شود.
پس حکیم کسی است که رفتار خود را تابع احکام عقل قرار دهد یا کسی است که برای هر چیزی حد و نهایتی قائل است، یا کسی است که مالک نفس خود است و از هوا و طمع برکنار است، بر آنچه از دست رفته زاری نمی‌کند و مضطرب نمی‌شود و اندوهگین نمی‌گردد، بلکه مسرور به حق است، با صبر و امیدواری و اطمینان و اعتماد به مشکلات زندگی می‌پردازد.
در این مورد گفته‌اند: حکیم کسی است که محکم کار باشد. هر کس تجربه‌ها او را استوار کرده باشند، حکیم است.
دکارت گوید: «مقصود از حکمت، صرفاً کسب قدرت و دست‌یابی به امکان پیش‌بینی نیست بلکه مقصود شناخت کامل تمام آن چیزی است که می‌توان شناخت، برای گذران زندگی و حفظ سلامت و اختراع صناعات، معنی این سخنان این است که حکمت علم و عمل است. پس اگر انسان عالم باشد، اما آنجا که باید عمل کند، عمل نکند، یا اهل عمل باشد اما اصول علم خود را نداند، حکیم نیست.
حکیم از اسماء خداوند است و قرآن را ذکر حکیم می‌نامند زیرا حاکم بر مردم است و چنان محکم است که اختلاف و اضطرابی در آن نیست.
آیات بسیاری در قرآن وجود دارد که به چندین اسم خداوند با ترتیب خاصی خاتمه می‌یابند. یکی از آن ترتیب‌ها ترتیب دو اسم «عزیز» و «حکیم» است. این دو اسم در ۴۵ آیه از قرآن آمده‌اند که «عزیز» در ابتدا و «حکیم» پس از آن ذکر شده‌است.